# آدم خان
آدم خان (بالإنجليزية: Adam Khan)‏ هو سائق سيارة سباق بريطاني، ولد في 24 مايو 1985 في Bridlington ‏ في المملكة المتحدة.

## وصلات خارجية
- آدم خان على موقع Racing-Reference.info (الإنجليزية)
- آدم خان على موقع DriverDB.com (الإنجليزية)